# Cay Chapel Airstrip
Cay Chapel Airstrip är en flygplats i Belize.   Den ligger i distriktet Belize, i den nordöstra delen av landet, 90 km nordost om huvudstaden Belmopan. Cay Chapel Airstrip ligger 2 meter över havet.
Terrängen runt Cay Chapel Airstrip är mycket platt. Trakten är glest befolkad. 